# Discografie van Jack
Hieronder volgt de discografie van de Nederlandse rapper Jack, met name zijn albums en zijn nummers met een notering in een hitlijst. 

## Albums
| Album                   | Verschijnen                                                          | Label              | Hitlijsten | Hitlijsten | Hitlijsten | Hitlijsten | Opmerkingen                     |
| Album                   | Verschijnen                                                          | Label              | BE (VL)    | BE (VL)    | NL         | NL         | Opmerkingen                     |
| Album                   | Verschijnen                                                          | Label              | Piek       | Weken      | Piek       | Weken      | Opmerkingen                     |
| ----------------------- | -------------------------------------------------------------------- | ------------------ | ---------- | ---------- | ---------- | ---------- | ------------------------------- |
| Plan A                  | 16 augustus 2019 (originele versie) 15 november 2019 (deluxe versie) | Rotterdam Airlines | 62         | 9          | 3          | 37         | Studioalbum / Goud in Nederland |
| Traplove                | 16 april 2020                                                        | Rotterdam Airlines | 34         | 2          | 5          | 5          | Studioalbum                     |
| Plan B                  | 18 december 2020                                                     | Rotterdam Airlines | 93         | 3          | 10         | 9          | Studioalbum                     |
| Waterman                | 18 september 2022                                                    | Avalon Music       | 74         | 4          | 3          | 8          | Studioalbum                     |
| Schade (met MRD)        | 12 maart 2023                                                        | Avalon Music       | 120        | 1          | 11         | 3          | Studioalbum                     |
| Politiek                | 12 september 2024                                                    | Avalon Music       | 138        | 1          | 9          | 3          | Studioalbum                     |
| 2019 (met Solid Circle) | 23 januari 2025                                                      | Avalon Music       | 143        | 1          | 11         | 3          | Studioalbum                     |

## Nummers met notering(en) in een hitlijst
| Lied                                                                         | Verschijnen       | Album                                     | Hitlijsten | Hitlijsten | Hitlijsten  | Hitlijsten  | Hitlijsten   | Hitlijsten   | Opmerkingen          |
| Lied                                                                         | Verschijnen       | Album                                     | BE (VL)    | BE (VL)    | NL (Top 40) | NL (Top 40) | NL (Top 100) | NL (Top 100) | Opmerkingen          |
| Lied                                                                         | Verschijnen       | Album                                     | Piek       | Weken      | Piek        | Weken       | Piek         | Weken        | Opmerkingen          |
| ---------------------------------------------------------------------------- | ----------------- | ----------------------------------------- | ---------- | ---------- | ----------- | ----------- | ------------ | ------------ | -------------------- |
| Op de weg                                                                    | 28 januari 2019   | Plan A                                    | tip        | —          | —           | —           | 64           | 17           | Platina in Nederland |
| Cheeba (met 3robi)                                                           | 3 juli 2019       | Plan A                                    | tip        | —          | —           | —           | 54           | 1            |                      |
| Tijdbom                                                                      | 7 augustus 2019   | Plan A                                    | tip        | —          | —           | —           | 37           | 6            | Goud in Nederland    |
| Tot de dood                                                                  | 16 augustus 2019  | Plan A                                    | —          | —          | —           | —           | 82           | 1            |                      |
| Leven (met Ashafar)                                                          | 1 november 2019   | Plan A (deluxe versie)                    | —          | —          | —           | —           | 50           | 4            |                      |
| Highway                                                                      | 15 november 2019  | Plan A (deluxe versie)                    | —          | —          | —           | —           | 88           | 1            |                      |
| Langzaam (met Delany)                                                        | 24 januari 2020   | —                                         | —          | —          | —           | —           | 81           | 1            |                      |
| I don't wanna die (met KM)                                                   | 6 februari 2020   | —                                         | —          | —          | —           | —           | 57           | 2            |                      |
| Mess (met Ashafar)                                                           | 26 maart 2020     | Mocro Maffia II (soundtrack van de serie) | —          | —          | —           | —           | 85           | 1            |                      |
| 100 (met Dopebwoy)                                                           | 15 april 2020     | Traplove                                  | —          | —          | —           | —           | 84           | 1            |                      |
| Paper zien (remix) (met Yssi SB, D-Double, Henkie T, Sevn Alias en Josylvio) | 25 juni 2020      | Nooit gedacht (van Yssi SB)               | tip19      | —          | tip3        | —           | 5            | 30           |                      |
| Fake (met Zack Ink)                                                          | 11 september 2020 | Godsson (van Zack Ink)                    | —          | —          | —           | —           | 100          | 1            |                      |
| Wereldklasse                                                                 | 9 oktober 2020    | Plan B                                    | —          | —          | —           | —           | 63           | 1            |                      |
| Noncha (met 3robi en SRNO)                                                   | 19 februari 2021  | Waterman                                  | —          | —          | —           | —           | 73           | 1            |                      |
| Platzak (met Esko, Bigidagoe en Vic9)                                        | 11 juni 2021      | Feniks (van Esko)                         | —          | —          | —           | —           | 35           | 4            |                      |
| Taxi                                                                         | 17 april 2022     | Waterman                                  | —          | —          | —           | —           | 30           | 7            | Goud in Nederland    |
| Liegen (met Josylvio)                                                        | 20 juli 2022      | Waterman                                  | —          | —          | —           | —           | 28           | 7            |                      |
| 10 racks (met Esko, Yssi SB en Josylvio)                                     | 26 augustus 2022  | —                                         | —          | —          | —           | —           | 55           | 1            |                      |
| Slaap!                                                                       | 18 september 2022 | Waterman                                  | —          | —          | —           | —           | 65           | 1            |                      |
| Oyster club (met Emms)                                                       | 18 september 2022 | Waterman                                  | —          | —          | —           | —           | 91           | 1            |                      |
| Verliefd zijn (met Siggy & D1ns)                                             | 24 april 2023     | —                                         | —          | —          | —           | —           | 87           | 1            |                      |
| Hooptie (met Hef en Josylvio)                                                | 10 april 2025     | —                                         | —          | —          | —           | —           | 64           | 1            |                      |